# Марко Презел
Марко Презел (на словенски: Marko Prezelj) е словенски алпинист, планински водач и фотограф.
Той е първият носител на наградата „Златен ледокоп“ (Piolet d'Or), заедно с Андрей Щремфел, в годината на създаването ѝ – 1992. Общо 4 пъти е отличен с нея: първия път (1992 г.) – за новия маршрут по южния гребен на Кангчендзьонга Южен връх (8476 m) в алпийски стил. Втория път (2007) с Борис Лоренчич за първото изкачване на северозападния контрафорс на Чомолари през октомври 2006 г. Той отхвърля втората си награда поради загриженост относно опасностите от състезаването. През 2015 г. получава третия си „Оскар за алпинизъм“ заедно с Алеш Чесен и Лука Линдич за първото изкачване на северната стена на Хагшу в индийските Хималаи. През 2016 г. е отличен с четвъртия си „Златен ледокоп“ за първото изкачване на източната стена на Серо Киштвар.

## Биография
Роден е на 13 октомври 1965 г. Завършва химично инженерство. Планински водач и инструктор по катерене (IFMGA/UIAGM). Женен е и има двама сина.

## Стил на катерене
Марко Презел е поддръжник на чисто алпийския стил: „За мен не е най-важното да се изкача пръв на девствен връх. За мен е важно там, където се изкачвам, да няма следи от човешка дейност. Обичам да минавам „чист лист“ и да го оставям „незамърсен“ след мен.“ Изкачвания, дори невероятно трудни технически, като руското по западната стена на К2 през 2007 г., включващо използването на неподвижни въжета, той смята за унищожаване на „духа на алпинизма“, „без да му се дава възможност дори да се роди“. 

## Критика към „Златния ледокоп“
В спортните медии Марко Презел си спечелва репутацията не само на брилянтен алпинист, но и на човек, отличаващ се с „безкомпромисност на преценката“. По собствените му думи: „Не обичам полутонове. Ако говоря, тогава съм честен и открит, но като цяло предпочитам да мълча.“
Една от най-дискутираните теми в алпийските среди през 2007 г. е неговата остра критика към организаторите на наградата „Златен ледокоп“, като според него самата същност на наградата – конкурентният аспект на алпинизма и неговото насърчаване отвън – подкопава „духът на алпинизма“: „просто извикайте – и ще има пълна камара от пламенни гладиатори и клоуни, които искат да се погреят в лъчите на славата. <...> какво е това – риалити шоу или сапунена опера?“, а по отношение на критериите за присъждане на наградата: „невъзможно е да се даде обективна оценка на всяко изкачване ...“, „... невъзможно е да се сравнят различни изкачвания, изключвайки фактора за лично участие в процеса“, „то е невъзможно да се подведат под общ знаменател концепциите на различни изкачвания, особено тези, направени в рамките на една календарна година“ и др. Като алтернатива на наградата той предлага фестивален формат, „където <катерачите> могат да обменят идеи, планове, мечти, илюзии и реалност, може би дори да отидат заедно в планината, без да питат кой е най-добрият и кой е губещият.“. На напълно естествен въпрос, защо той е приел наградата, вместо просто да я откаже и да не участва в церемонията, той заявява: „Използвах повода „Златен ледокоп“, за да започна дискусия. Ако не бях пристигнал, хората щяха да възприемат моите <думи> съвсем различно. Жестоко, но вярно“.
Вследствие на започналата дискусия през 2008 г. концепцията за наградата „Златен ледокоп“ е променена и през тази година не е присъдена. След почти две години дискусии, от 2009 г. основният критерий за присъждане на наградата става „да се възпее стремежа към приключения и открития, изкуството на катеренето ... В съвременния алпинизъм няма място за скъпи проекти под лозунга: „Целта оправдава средствата ...“. Конкретните критерии за оценка на алпинийските постижения стават „елегантност на стила, изследователски дух, отдалеченост и автономност, техническо ниво, уважение към бъдещите поколения алпинисти, оставяйки им възможност да изживеят същите приключения ...“ и много други. От същата 2009 г. се присъжда и награда „Златен ледокоп“ за цялостно постижение (Piolet d'or Carrière).

## Избрани изкачвания
- 1988 – нов маршрут по северната стена на Чо Ою
- 1989 – опит за южно стена на Шиша Пангма; самостоятелно изкачване на Канг Ри (6240 m)
- 1991 – Кангчендзьонга (8476 m) по нов маршрут: по много сложния югозападен гребен, първо изкачване на Бокто (Boktoh, 6142 m) и второ изкачване, но по нов маршрут на Талунг (7349 m)
- 1992 – Първо изкачване на Мелунгце (7181 m)
- 1993 – Ел Капитан, пето изкачване на Wyoming Sheep Ranch
- 1995 – Torre Norte del Paine в Чили.
- 1998 – нови маршрути на Porong Ri East Summit (7284 m) и на Yebokangal Ri (7332 m)
- 1999 – първо изкачване на северната стена на Gyachung Kang (7952 m)
- 2000 – второ изкачване на „Златния ръб“ на Спантик
- 2001 – Begguya и Денали (6193 m) в Аляска – Light Traveler по Южната стена, нов маршрут, свободно катерене в стил single push, и Западния гребен на Nilkanth (6596 m)
- 2002 – опит по южната стена на Нупце
- 2004 – North Twin North Face изкачване със Стив Хаус и връх Капура (6544 m), нов маршрут и първо изкачване
- 2005 – Kayish нов маршрут
- 2006 – The Long Run на Серо Торе и Extreme Emotions на Cerro Standhardt, изкачване на Cobra Oillar на връх Барил (Аляска) и Чомолари (7326 м) северозападния контрафорс
- 2007 – първо изкачване на K7 Западен в Каракорум
- 2008 – нов маршрут по западната стена на Kangchungtse (7678 m)
- 2009 – Багирати (Baghirathi) IV, III и II – нови маршрути
- 2010 – Bisotun Wall, Иран, нов маршрут
- 2011 – опит по Западната стена на Макалу (достигна 7000 m) и интегрален билен траверс на върхове Чаго.
- 2012 – нов маршрут до Крижевник (Крижевник, 8а, 250 m), Словения, заедно с Лука Линдич и Андрей Грмовшек през лятото[17], а през зимата няколко технични изкачвания в Иран, сред които се отличава нов маршрут на Bisotoon (Golden Spatula, 1000 m, 6b).[18]
- 2014 – първо преминаване на северната стена на Хагшу (1350 m, ED, 90°) – връх в Индийските Хималаи, заедно с Алеш Чесен и Лука Линдич.Това изкачване е отбелязано от експертите като едно от най-добрите през 2014 г., а участниците му са наградени със „Златен ледокоп“ (2015), третия в кариерата на словенеца.[19][20]
- 2015 – първо изкачване на източната стена на Серо Кищвар (1200 m, 5.11, WI6, M6, A2), отличено с четвърта награда „Златен ледокоп“.[21][7]
- 2016 – заедно с Чесен и Урбан Новак изкачва маршрута „Всичко или нищо“ по западната стена на Арджуна (6250 m) и северния гребен на P6013 (6038 m) в алпийски стил.[22]